# کراسنوکامیانکا (کریمه)
کراسنوکامیانکا (به لاتین: Krasnokamianka) یک منطقهٔ مسکونی در اوکراین است که در جمهوری کریمه واقع شده‌است. کراسنوکامیانکا ۱٬۱۵۰ نفر جمعیت دارد و ۴۳۰ متر بالاتر از سطح دریا واقع شده‌است.